# Energy Comparison Value
Der Energy Comparison Value (ECV) oder Energievergleichswert ist eine Größe, mit der eine Energieverlustreduzierung durch Vergleich von Lastintervallen mit hoher Genauigkeit nachgewiesen werden kann. Der ECV beruht auf dem Prinzip des Vergleichs der Energie von kleinen aufeinanderfolgenden Lastintervallen in Kombination mit einer steuer- bzw. überbrückbaren Anlage. Das Verfahren setzt dabei eine Vorrichtung voraus, mit der effizienzsteigernde Anlagen oder Anlagenteile mittels Bypass-Schalter überbrückt werden können.
Hierbei können einzelne Verbraucher, Produktionsanlagen oder auch ganze Gebäude erfasst werden.

## Definition
Der ECV basiert auf dem direkten Vergleich zeitlich aufeinanderfolgender Intervalle, bei denen der Energiebezug jeweils mit und ohne den Einfluss der energieeffizienzsteigernden Anlagenteile ermittelt wird. Dabei kann die Anlage vollständig isoliert oder, wie in der Grafik gezeigt, auch nur überbrückt werden.
Die Methode entspricht dem Prinzip von Energievergleichen, wie sie in der Norm ISO17741 und auch in anderen Publikationen zu Energieeffizienzermittlungen (siehe Literaturliste) zu finden ist. Der Hauptunterschied besteht darin, dass sich durch die Möglichkeit einer Schaltvorrichtung (Bypass-Schalter), die Wirkung zeitlich koordiniert auch über kurze Zeiträume zu- und abschalten lässt. Damit wird zum einen das Prinzip des Baselinings und Reportings beibehalten und andererseits Langzeiteffekte z. B. durch saisonale Einflüsse eliminiert.

## Modellierung des Messverfahrens
Das Messverfahren vergleicht mittlere Energien zweier Zeitintervallreihen (Messreihen) bei gleichzeitig angenommener Erhaltungstendenz. Es wird beim ECV-Messverfahren angenommen, dass die Erhaltungstendenz einer Messreihe bei kleinen Intervalldauern groß ist und bei größer werdenden Intervalldauern entsprechend kleiner wird und abnimmt. Hier wird initial für die Modellierung angenommen, dass die Energiedichte in jeweils zwei aufeinanderfolgenden Intervallen sogar identisch ist. Die Intervalldauer beträgt zur Bestimmung des ECV nur wenige Minuten (typischerweise ≪ 60 min.) und wird in der Regel mit einer Intervalldauer von fünf Minuten definiert, Variationen hiervon sind grundsätzlich möglich. Jedes Intervall enthält eine Zahl an Leistungsmesswerten bzw. einen entsprechenden Energiewert, der einem 5-Minutenintervall mit konstanter mittlerer Leistung entspricht. Durch die aufeinander folgenden Messintervalle und deren Vergleich auf Basis der Energiedichte E, die sich je Intervall aus den aufgezeichneten Leistungsmessdaten nach
{\displaystyle E_{a_{k}}=\sum _{i=k}^{n}P_{a(i+k)};E_{b_{k}}=\sum _{i=n+1}^{m}P_{b(i+n+1)}{\text{, mit }}k-n,m-n+1={\text{Messintervall in Minuten}}}
{\displaystyle \Rightarrow E_{k}=E_{a_{k}}+E_{b_{k}}}
ergeben, entstehen so zwei Zeitreihen Ea und Eb, die nach Voraussetzung identisch sind – dies gilt, wenn die Intervalldauer hinreichen lang bzw. entsprechend kurz gewählt wird. Es gelten daher für den stationären Betrieb, ohne Bypass-Schalthandlungen, für die Intervallenergien {\textstyle E_{a_{k}}=E_{b_{k}}} und somit auch {\textstyle E_{a}+E_{b}}. Im Weiteren soll nun jeweils für die Dauer des zweiten Intervalls {\textstyle (b_{k})} eine Energieeffizienzeinrichtung zugeschaltet werden. Dadurch wird die Energiedichte der Reihe {\textstyle E_{b}} verändert, man erhält {\textstyle E'_{b}}. Damit gilt für
{\displaystyle E_{a_{k}}>E'_{b_{k}}} und {\displaystyle E_{a}>E'_{b}\Rightarrow e_{b}\cdot E_{a}=E'_{b}},
wobei {\displaystyle e_{b}} ein Faktor ist, der eine Energieeinsparung bzw. einen Mehrverbrauch direkt anzeigt. Es ergibt sich eine Energieeinsparung bei {\displaystyle e_{b}<1}, bei {\displaystyle e_{b}=1} ist das System neutral und bei {\displaystyle e_{b}>1} wird ein Mehrverbrauch angezeigt.

## Berechnung des ECV
Der ECV zeigt die Mehrverbräuche vor der Umsetzung von Energieeffizienzmaßnahmen an. Er verwendet diese als Basis zur Berechnung des ECV-Wertes. Er ist daher invers zu {\displaystyle e_{b}} als prozentualer Mehrverbrauch definiert:
{\displaystyle ECV=\left({\frac {1}{e_{b}}}-1\right)\cdot 100} in Prozent [%] oder auch {\displaystyle ECV=\left({\frac {E_{a}}{E'_{b}}}-1\right)\cdot 100} in Prozent [%].
Der Vergleichsbasiswert ist beim ECV der definierte Energieverbrauch nach erfolgter Energieeffizienzmaßnahme.

## Entwicklung
Entwickelt wurde der ECV von der Livarsa GmbH, welche sich auch das Markenrecht am Kürzel und am Namen hat sichern lassen. Zusammen mit dem Bypass-Schaltprinzip können so zentrale oder an Netzknoten installierte Energieeffizienzeinrichtungen messtechnisch untersucht und deren Wirkung ermittelt werden. Allgemein stellt der sichere Nachweis und die Quantifizierung geringer Energieeinsparungen bei zentral oder an einem Netzknoten installierten Anlagen meist eine messtechnische Herausforderung dar. Die Schwankungen und Ungenauigkeiten im Verlauf des Energieverbrauchs liegen häufig oberhalb des Bereichs der Einsparung einer zentralen Energieeffizienzeinrichtung. Im Gegensatz zu klar abgegrenzten Energieeffizienzmaßnahmen, wie beispielsweise der Austausch von Glühlampen durch LED-Beleuchtungen, bei denen die Einsparung durch typbedingte Minderverbräuche ermittelt werden kann, ist dies bei zentralen Anlagen in der Regel nicht möglich. Zudem liegen die zu erwartenden Einsparungen im unteren einstelligen Prozentbereich.

## Eigenschaften und Beispiel
Nach Definition und Modellierung des Messverfahrens entstehen aus den Lastprofilen zwei Zeitreihen. Bei inaktiver Energieeffizienzeinrichtung ergeben sich für diesen Fall zwei Zeitreihen mit identischer mittlerer Leistung (Physik) bzw. identischem Energiebezug. Zeichnet man die Energiedichten der einzelnen Intervalle in ein Koordinatensystem in der Art, dass jeder Punkt {\displaystyle P_{k}(E_{a_{k}};E_{b_{k}})} im Diagramm die Energiedichte zeigt, entsteht eine Punktwolke aus den Wertepaaren {\displaystyle k} um die Ursprungsgerade mit Steigung eins.
Die Abbildung der Punktewolke zeigt beispielhaft eine Messwertreihe bestehend aus 25.599 Wertepaaren von 5-Minuten-Intervallen {\displaystyle a} und {\displaystyle b} aus einer 12-Monats-Messaufzeichnung eines produzierenden Unternehmens. Die Wertepaare der Punktewolke zeigen, dass die Energiedichten aufeinanderfolgender Intervalle {\displaystyle (E_{a_{k}};E_{b_{k}})} nicht identisch sind und bedürfen daher einer näheren Betrachtung. Diese kann mittels einer Regressionsanalyse oder Linearen Regression durchgeführt werden um die Steigung der Modellgeraden zu ermitteln und diese mit der zu erwartenden Steigung von eins zu vergleichen zu können. Im Beispiel der 12-Monatsaufzeichnung ergibt sich eine Steigung von {\displaystyle b=0{,}9963} bei einem Bestimmtheitsmaß von {\displaystyle R^{2}=0{,}9926}.
Weicht die Steigung der Regressionsgeraden von eins ab und verläuft diese durch den Ursprung, so besitzen die Energiedichten der Intervalle {\displaystyle b} im Vergleich zu den Energiedichten der Intervalle {\displaystyle a} eine mittlere Abweichung. Diese zeigt den Unterschied des mittleren Energiebezugs zwischen aktiver und inaktiver Energieeffizienzeinrichtung an.
a) b)
Die Abbildungen zeigen eine reale 12-Stunden-Messung mit 5-Minutenintervallen a) Lastkurve der Intervalle b) Regressionsanalyse. Wie im Beispiel der realen 12-Stunden-Messung zu sehen ist, weist die Regressionsgerade eine geringere Steigung auf, diese erreicht einen Wert von {\displaystyle b=0{,}9581} und weist damit auf einen um rund 4,2 % reduzierten Energiebezug hin. Daraus ergibt sich ein ECV von 4,4 %, das Bestimmtheitsmaß beträgt hierbei {\displaystyle R^{2}=0{,}9758}